# Prenošenje slike na dasci na novu podlogu
Praksa konzervacije nestabilnih slika na dasci putem prenošenja na novu podlogu postoji još od 18. stoljeća.Danas je ona uglavnom zastarjela zbog razvoja novih metoda konzerviranja slika na drvenom nosiocu.
Postupak je razvijen u Napulju i Kremoni oko 1711-25, te je u Francusku stigao sredinom 18. stoljeća. Uvelike je prakticirana u drugoj polovini 19. stoljeća.Identična je tehnika korištena i za slike u fresko tehnici. Slike u tehnici ulja na platnu također su prenošene na novu podlogu ili se staro platno dubliralo novim.

## Metoda
Henry Mogford opisuje postupak u svom djelu  Handbook for the Preservation of Pictures. listovi glatkog papira naljepili bi se na slikani sloj, te preko toga sloj tkanine (muslin). Oslikana daska bi se zatim fiksirala na stol i stanjila što je više moguće.Temeljni sloj bi se zatim uklonio otapalima,ili struganjem,sve dok ne bi preostao samo sloj boje zaljepljen na papir ojačan muslinom.Potom bi se ovaj sloj prenio i zaljepio na novu podlogu,bilo dasku ,bilo platno.
Vodeća pariška radionica bila je ona Jean-Louis Hacquina (umro 1783), on je na novu podlogu prenio niz slika iz kraljevske zbirke.
Drugu metodu razvio je njegov suvremenik Jean-Michel Picault ,on bi kemijskim putem otopio temeljni sloj,koristeći dušikov oksid,te bi tako dasku odvojio od oslika.Marie-Jacob Godefroid je kasnije isto postigao pomoću vodene pare.
Manje dramatičan postupak korišten je u Njemačkoj i Austriji,kod tog postupka daska bi se jako stanjila te bi se onda rezulturajuća ploča prenijela na novu podlogu.
Tehnika je naveliko korištena i u Rusiji,skoro sve slike na dasci u Ermitažu prenesene su tijekom 19.stoljeća na novu podlogu.Samo je A.S.Sidorov to obavio na više od 400 slika iz zbirki spomenutog muzeja.

## Vanjske poveznice
http://www.getty.edu/conservation/publications_resources/pdf_publications/panelpaintings.html#download